# Punta Križa
Punta Križa – wieś w Chorwacji, w żupanii primorsko-gorskiej, w mieście Mali Lošinj. W 2011 roku liczyła 63 mieszkańców. W 2021 roku liczyła 46 mieszkańców.